# Historia de los judíos en Sudáfrica
La historia de los judíos en Sudáfrica comenzó bajo el Imperio británico, la comunidad creció diez veces entre 1880 y 1914, de 4 000 a más de 40 000. La inmensa mayoría de los judíos en Sudáfrica son asquenazíes, provenientes principalmente de Lituania. La comunidad judía de Sudáfrica difiere de otras comunidades de la diáspora en que la mayoría se ha mantenido en el continente africano en lugar de emigrar hacia Israel, o prefiriendo otros destinos, siendo Australia considerado el más popular entre todos los sudafricanos por igual. Aproximadamente 55.000 vivían en Johannesburgo, 16.000 en Ciudad del Cabo, y en Durban y Pretoria, ambas de unos 2.000 miembros.[cita requerida] Cifras actuales sitúan la cantidad de miembros en 50.000 hacia 2019.
Alrededor de 15.000 judíos sudafricanos han emigrado hacia Australia en los últimos años. En 2018 164 judíos partieron de Sudáfrica hacia Israel.